# David Alguacil
David Alguacil Aparicio (Madrid, 23 de julio de 2004), es un futbolista español que juega como portero. Actualmente forma parte de la plantilla de la UD Sanse en la Segunda Federación. 

## Trayectoria
Nacido y formado en Madrid, David Alguacil se formó en las categorías inferiores del Atlético de Madrid, donde estuvo varios años en las categorías juveniles del club rojiblanco (figura en los listados del Juvenil B/A del Atlético).
Posteriormente pasó a la estructura de la AD Alcorcón y defendió los colores del filial (Alcorcón B) en categorías nacionales adultas (Tercera Federación), donde compitió en la temporada 2023–24.
El 28 de junio de 2024 la UD Sanse confirmó su incorporación al primer equipo para la temporada 2024–25, convirtiéndose en una de las opciones para la demarcación de portero del primer equipo.
En su primera campaña en la UD Sanse (2024–25) disputó competición liguera como portero del primer equipo. En la temporada 2024–25 acumuló 6 partidos oficiales de liga (540 minutos), con 1 porterías a cero y 5 goles encajados.

## Estadísticas de carrera
| Temporada                                      | Club       | División                     | Partidos (Liga)                       | Minutos | Porterías a 0 | Goles encajados |
| ---------------------------------------------- | ---------- | ---------------------------- | ------------------------------------- | ------- | ------------- | --------------- |
| 2024–25                                        | UD Sanse   | 2ª RFEF (Segunda Federación) | 6                                     | 540     | 1             | 5               |
| 2023–24                                        | Alcorcón B | Tercera Federación           | (datos de participación en el filial) |         |               |                 |
| Fuente: BDFutbol, Transfermarkt, Lapreferente. |            |                              |                                       |         |               |                 |

## Palmarés
(no registra títulos relevantes a nivel senior a fecha de redacción).